# Villa Erxleben
Die Villa Erxleben ist ein Einfamilienhaus im Berliner Bezirk Charlottenburg-Wilmersdorf im Ortsteil Grunewald, welches zu Beginn des 20. Jahrhunderts für die Familie des Bankiers Julius Erxleben errichtet wurde. Die Villa steht unter Denkmalschutz.

## Lage
Das Bauwerk steht auf einem etwa 2200 m² großen Wohngrundstück, etwas von der Straße entfernt, an einer Kurve der Douglasstraße. Das Grundstück ist mittels einer schmiedeeisernen geschwungenen Einfriedung vom öffentlichen Fußweg abgetrennt. Die Gebäudelängsachse ist parallel zur Straße ausgerichtet, die sich von Südwest nach Ostnordost erstreckt.

## Geschichte
Das Landhaus, nach Plänen und unter Leitung der Architekten Hart & Lesser erbaut, lag zur Bauzeit noch in Grunewald bei Berlin; es wurde im Jahre 1907 bezugsfertig. Familie Erxleben hat die Immobilie jedoch recht bald an den Fabrikbesitzer August Ehrhardt verkauft, wie das Berliner Adressbuch des Jahres 1914 zeigt. In den Folgejahren blieb Familie Ehrhardt Eigentümer der Villa, ein Verwalter wurde eingesetzt und ein Gärtner beschäftigt. Kurz vor Beginn der NS-Zeit (1932) ist ein Kommerzienrat I. Bronner Eigentümer und neben Verwalter, Gärtner sowie Kraftwagenführer hat sich hier die Internationale Gesellschaft für Dauerpräparate m.b.H. angesiedelt.
Im Jahr 1940 wird kein offizieller Eigentümer genannt, im Adressbuch heißt es dazu nur „E ungenannt“. Im Jahr 1943 heißt es unter „E“ wie Eigentümer weiter „ungenannt“, jedoch werden als Bewohner des Hauses elf Personen aufgeführt, die jeweils mit der Hausnummer (26 bzw. 28) angegeben sind.
In den 1950er Jahren diente die Villa Erxleben als Kulisse für Edgar-Wallace-Filme.
Der Gebäudekomplex wurde ungefähr in den 2020er Jahren umfassend saniert. Ein großer Teil dieser Erhaltungsarbeiten musste an den zahlreichen Fenstern vorgenommen werden. Die Firma Timm Fensterbau hat diese komplett runderneuert, und, wo möglich, durch formgleiche Eigenbauten mit höherem Sicherheitsstandard ersetzt.

## Beschreibung
Das Einfahrtstor an der Straße gegenüber dem Eck-Rundturm ist mit breiten gemauerten und verputzten Pfeilern eingefasst. Eine zweite Einfahrt befindet sich etwa mittig zum Gebäude hin und führt in eine Tiefgarage direkt unter dem Wohnhaus. Ganz im südöstlichen Vorgartenbereich ist die Personen-Eingangstür angrenzend an das Nachbargrundstück angeordnet und wiederholt den breiten verputzten Pfeilerflügel. Das zweigeschossige Gebäude verfügt über ein voll ausgebautes Dachgeschoss, ein zusammenfassendes Walmdach mit Biberschwanzdeckung. Die Straßenfront ist vielfältig kleinteilig, vor allem mit Vor- und Rücksprüngen und verschieden hohen Dachaufbauten gegliedert. Die Fenster wirken eher verspielt, weil sie unterschiedliche Formen und Proportionen aufweisen. Die abwechslungsreiche Fassadengestaltung zeigt sich auch an den übrigen Seiten der Villa.
Aus der Bauzeit sind im Inneren die Diele mit Teilen ihrer Ausstattung, das geschwungene hölzerne Treppengeländer, eine verglaste Emporen-Galerie und der wohl aus der Renaissancezeit überkommene Kamin erhalten und gehören zum Denkmalschutz.
Erwähnenswert ist noch das ehemalige Stallgebäude im hinteren Gartenbereich, das ebenfalls unter Denkmalschutz steht und von den gleichen Architekten entworfen worden ist.

## Nutzung der Immobilie im 21. Jahrhundert
Im Jahr 2007 wurde im Amtsgericht Charlottenburg die Firma Investment GmH unter der Nummer HRB 106746 B als Eigentümerin des Gebäudes Douglasstr. 24/28 eingetragen. Der Gegenstand der Tätigkeit war wie folgt angegeben: „Die Verwaltung eigenen Vermögens, insbesondere des eigenen Immobilienvermögens Douglasstraße 24/28, sowie die Anschaffung und Verwaltung von Immobilien und Immobilienprojekten nach § 34c GewO“. Im Jahr 2022 wurde der Liquidationsantrag gestellt.